# Llanolebias stellifer
Llanolebias stellifer – gatunek słodkowodnej ryby z rodziny strumieniakowatych (Rivulidae), jedyny przedstawiciel rodzaju Llanolebias. Występuje w basenie Orinoko.